# Sargent Shriver
Robert Sargent Shriver (Westminster (Maryland), 9 november 1915 – Bethesda (Maryland), 18 januari 2011) was een Amerikaans politicus en diplomaat van de Democratische Partij.
Toen zijn zwager John Kennedy in januari 1961 aantrad als president van de Verenigde Staten, gaf hij Shriver opdracht tot de vorming van een "vredesleger", het Peace Corps. Jonge vrijwilligers werden door deze organisatie uitgezonden naar arme landen in Zuid-Amerika, Azië en Afrika om er scholen te bouwen en de landbouw te verbeteren. Kennedy en Shriver gaven  met hun ontwikkelingshulp een voorbeeld dat door veel Europese landen spoedig werd nagevolgd.
Shriver diende onder Kennedy's opvolger Lyndon Johnson als Ambassadeur in Frankrijk van 1968 tot 1970.
Bij de presidentsverkiezingen in 1972 was hij de vice-presidentskandidaat van George McGovern voor de Democratische Partij.
Hij overleed op 18 januari 2011 in Bethesda (Maryland) op 95-jarige leeftijd.
Shriver was getrouwd met Eunice Kennedy Shriver tot aan haar overlijden in 2009. Een van zijn dochters is Maria Shriver die getrouwd is geweest met acteur en politicus Arnold Schwarzenegger.

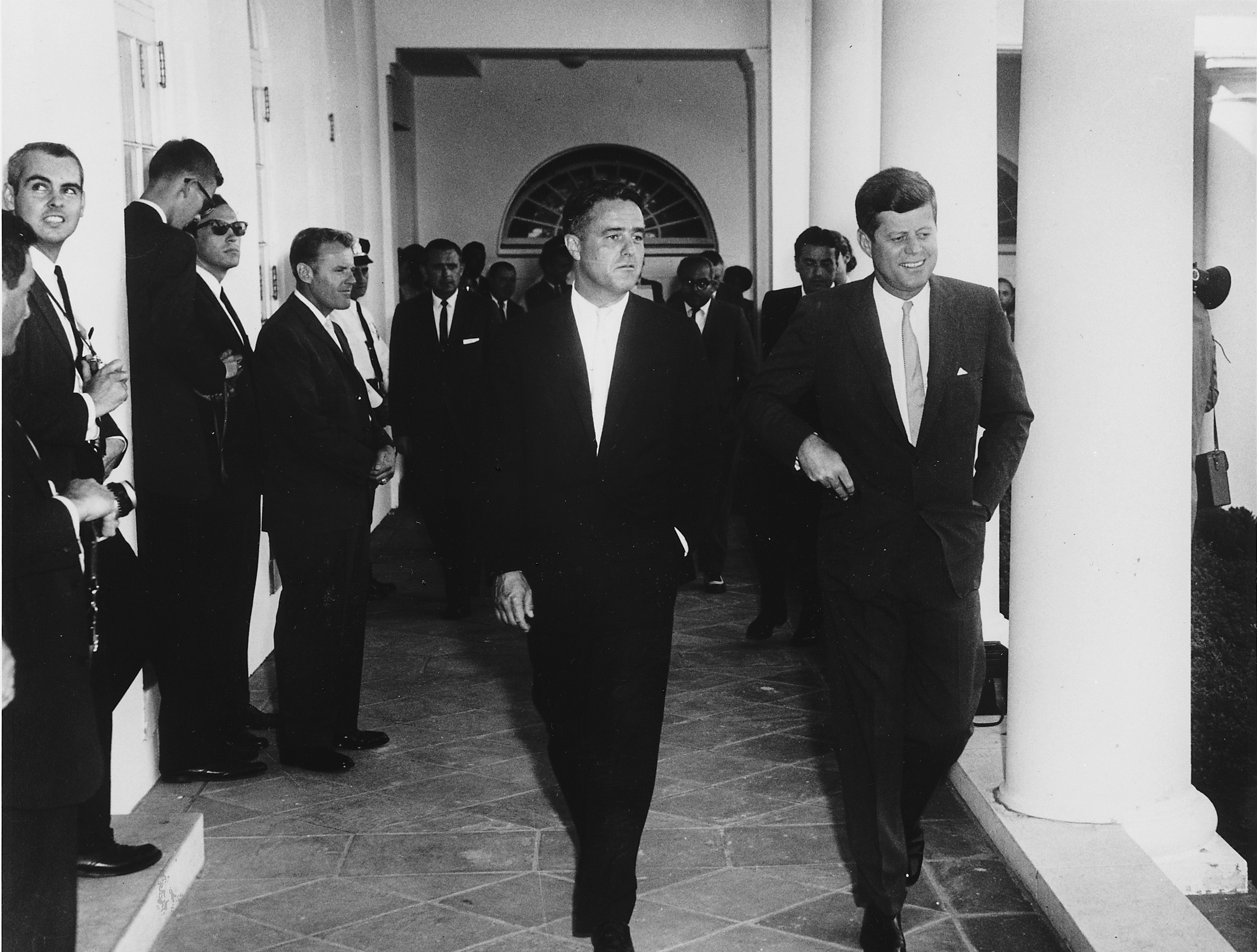
Sargent Shriver samen met toenmalig president en zwager John F. Kennedy in 1961

## Onderscheidingen
In 1993 ontving hij de Four Freedoms Award voor vrijwaring van gebrek.
- Bibliothèque nationale de France: cb15031760h (data)
- Gemeinsame Normdatei: 129467413
- International Standard Name Identifier: 0000 0000 8396 2678
- Library of Congress Control Number: n85185740
- National Archives and Records Administration: 10569728
- Nationale Bibliotheek van Tsjechië: uk2011652347
- Nationale Bibliotheek van Israël: 987007274625905171
- Nederlandse Thesaurus van Auteursnamen: 071668861
- SNAC: w6553bpb
- Système universitaire de documentation: 088872580
- Virtual International Authority File: 77394309
- WorldCat: E39PBJfMkK7KgR9C4xDkvG3xXd